# Tokyo International Film Festival
Tokyo International Film Festival är en sedan 1985 årligen återkommande filmfestival i Tokyo, Japan. Upplagan för år 2009 pågick 17–25 oktober.